# Gremio Foot-Ball Porto Alegrense 2017
Questa voce raccoglie le informazioni riguardanti il Grêmio Foot-Ball Porto Alegrense nelle competizioni ufficiali della stagione 2017.

## Rosa
| N. |                      | Ruolo | Calciatore               |
| -- | -------------------- | ----- | ------------------------ |
| 1  | Brasile (bandiera)   | P     | Marcelo Grohe            |
| 2  | Brasile (bandiera)   | D     | Edílson                  |
| 3  | Brasile (bandiera)   | D     | Pedro Geromel (capitano) |
| 4  | Argentina (bandiera) | D     | Walter Kannemann         |
| 5  | Brasile (bandiera)   | C     | Michel                   |
| 6  | Brasile (bandiera)   | D     | Leonardo Gomes           |
| 7  | Brasile (bandiera)   | A     | Luan                     |
| 8  | Brasile (bandiera)   | C     | Maicon                   |
| 9  | Brasile (bandiera)   | A     | Jael                     |
| 10 | Brasile (bandiera)   | C     | Cícero                   |
| 11 | Brasile (bandiera)   | A     | Everton                  |
| 12 | Brasile (bandiera)   | D     | Bruno Cortez             |
| 13 | Colombia (bandiera)  | D     | Michael Arroyo           |
| 14 | Brasile (bandiera)   | D     | Bruno Rodrigo            |
| 15 | Brasile (bandiera)   | D     | Rafael Thyere            |
| 17 | Brasile (bandiera)   | C     | Ramiro                   |

| N. |                     | Ruolo | Calciatore       |
| -- | ------------------- | ----- | ---------------- |
| 18 | Paraguay (bandiera) | C     | Lucas Barrios    |
| 19 | Perù (bandiera)     | C     | Beto             |
| 20 | Brasile (bandiera)  | P     | Leo              |
| 21 | Brasile (bandiera)  | D     | Fernandinho      |
| 22 | Brasile (bandiera)  | D     | Bressan          |
| 25 | Brasile (bandiera)  | C     | Jailson          |
| 26 | Brasile (bandiera)  | D     | Marcelo Oliveira |
| 27 | Brasile (bandiera)  | C     | Cicero           |
| 28 | Brasile (bandiera)  | C     | Kaio             |
| 29 | Brasile (bandiera)  | C     | Arthur           |
| 30 | Brasile (bandiera)  | P     | Bruno Grassi     |
| 35 | Brasile (bandiera)  | C     | Machado          |
| 48 | Brasile (bandiera)  | P     | Paulo Victor     |
| 66 | Brasile (bandiera)  | C     | Christian        |
| 88 | Brasile (bandiera)  | D     | Léo Moura        |